# BBC Chartering
Das Unternehmen BBC Chartering GmbH ist eine Reederei der Briese Gruppe in der ostfriesischen Stadt Leer. Mit über 160 Mehrzweck-, Schwergut- und Containerschiffen sowie Massengutschiffen, die das Unternehmen befrachtet, ist BBC Chartering das größte Befrachtungsunternehmen an der Ems. BBC Chartering ist einer der Weltmarktführer (nach Tonnage nicht nach Hebekapazität) im Bereich Schwergut- und Projektschifffahrt. Daneben liegt das Hauptaugenmerk aktuell auf der Verschiffung von Bulk- und Neobulkladung, Stahlgut und Fracht für die Energiebranche, beispielsweise Bauteile für Windenergieanlagen. Andere Frachtordnungen sind Gefahrgüter und Container. Im Bereich der Projektschifffahrt wird auch Militärgut verschifft.
Das Firmenmotto lautet Anchored by excellence (zu Deutsch: Verankert durch Spitzenleistung).

## Geschichte
Die Reederei wurde im Jahre 1997 in Bremen gegründet, wobei das Kürzel BBC für Briese Bischoff Company steht – Die Initialen der Partner Roelf Briese und Bruno Bischoff. Im Jahr 1999 zog das Unternehmen nach Leer um, im selben Jahr wurde die erste südamerikanische Dependance in Buenos Aires gegründet. In den folgenden Jahren expandierte das Unternehmen in Europa, Asien und Amerika.
Im Oktober 2003 geschah der Vorfall um den Mehrzweckfrachter BBC China, der vor Südafrika versenkt wurde (siehe unten).
2004 wurde Asia Project Chartering ins Leben gerufen, die bis heute größte Allianz von BBC Chartering. Ein Jahr später wurden die ersten Liniendienste ins Leben gerufen.
Im Jahr 2008 wurde ein Büro in den USA eingerichtet und eine reguläre Verbindungen zum Persischen Golf etabliert, 2010 folgte ein Büro in Japan und es kam ein neuer Bereich zu der Reederei hinzu, die BBC Bulk Division (dt.: Schüttgut Abteilung). Gleichzeitig erfolgte ein Zusammenschluss mit Teras Cargo Transport zu Teras BBC Chartering LLC.
Mit der Übernahme mehrerer Schiffe, die zuvor von Beluga Shipping betreut wurden, vergrößerte sich nur ein Jahr später die Flotte merklich, es entstanden weitere Büros in Asien und anderen Ländern.
Bis Ende des Jahres 2013 verfügt ein Drittel der BBC Chartering Flotte über eine Hebekapazität von 500 t und darüber hinaus und ist damit endgültig in der Schwergutbranche etabliert.
2015 wurde mit dem apac-Service (any port, any cargo) das erste globale Projekt gestartet, welches BBC noch weiter an die Spitze des weltweiten Marktes brachte. Bis 2016 bereederte BBC Chartering über 180 Mehrzweck- bzw. Schwergutfrachter und stellt damit die weltgrößte Flotte an solchen Schiffen dar.
Die Entwicklung der Liniendienste ging über die Jahre immer weiter, sodass BBC Chartering heute Mitglied mehrerer Allianzen ist, darunter CaytransBBC und TerrasBBC. Außerdem bietet das Unternehmen mittlerweile 18 verschiedene Liniendienste an, die von 26 auf fünf Kontinenten verteilten Dependancen betreut werden.

## Liniendienste
Als traditionelle Tramprederei bietet das Unternehmen neben der Trampschifffahrt, in der circa 2/3 der Schiffe beschäftigt sind, auch diverse Semi-Liniendienste an. Einige Dienste werden jedoch mit einem tatsächlichen Zeitplan hinterlegt und offiziell als Liniendienste vermarktet, sie werden von sogenannten Line-Managern kontrolliert. Viele Linien führen von Industriestaaten in Schwellen- und Entwicklungsländer. Denn in letzteren ist die Nachfrage nach fertigen Großerzeugnissen, wie beispielsweise Generatoren, Turbinen, Maschinen oder Kraftwerkteilen, welche BBC Chartering vorwiegend transportiert, überaus hoch. Die meisten Routen werden monatlich bedient.

## apac-Service
Die Flotte reflektiert aufgrund ihrer Größe alle Hauptrouten der Welt. Dies veranlasste die Reederei, den apac-Service einzuführen, welcher eine flexible Beförderung von Gütern aller Art ermöglicht, indem für alle Fracht in jegliche Destination eine Beförderungsmöglichkeit garantiert wird. Bei dem apac-Service („any port, any cargo“, dt.: „Jeder Hafen, jede Ladung“) handelt es sich nicht um einen klassischen Liniendienst, sondern um eine Mischform aus Tramp- und Linienschifffahrt. Das Konzept ist, dass die zu verschiffende Ladung von einem Schiff der Flotte an Bord genommen wird, das ohnehin die Gegend ansteuert, in welche die Fracht gebracht werden soll. Somit kann eine schnelle Lieferung gewährleistet werden, allerdings ist es nicht möglich, dem Kunden im Vorhinein ein bestimmtes Schiff mitzuteilen, welches seine Ladung transportiert. Der apac-Service bietet durch flexible Abfahrtszeiten eine Lösung für jedes Transportproblem und gewährleistet eine bessere Auslastung der Ladekapazität, was diese Verfrachtungsmethode umweltfreundlicher macht, da auf diese Weise die Anzahl an Schiffen auf derselben Route reduziert wird.

## Ladung
BBC Chartering ist ladungsorientiert aufgebaut und lässt sich grob in drei Bereiche einteilen, die jeweils ineinander greifen. Die Überordnung bildet die Tramp- und Linienschifffahrt mit dem Schnittpunkt apac-Service. Das Unterfenster ist der Bereich, welcher durch sogenannte Contracts of Affreightment (dt.: Frachtverträge) organisiert wird. Die dritte Untergruppe sind die Special Projects, worunter alle Beförderungsarten fallen, die nicht durch die beiden anderen Bereiche definiert werden können.
Einen Großteil der Ladung macht Projekt- und Schwergutladung aus. Allerdings besteht ein nicht unerheblicher Teil des gesamten Ladungsaufkommens auch aus Bulk- oder Containerladung. Intern wird das Unternehmen in verschiedene Geschäfts- bzw. Ladungsbereiche unterteilt:
- Project Division – Herzstück des Unternehmens, hauptsächlich Schwergutladung in weltweiter Fahrt[10]
- Liner Services – verschiedene Linienfahrten[11]
- Oil and Gas – Ladungen für die Öl- und Gasindustrie, wie beispielsweise Rohrleitungssysteme, hauptsächlich aus dem Mittleren Osten, Sibirien und Nordamerika
- Green energy – Ladungen für erneuerbare Energie, größtenteils Windenergie, Fahrten von Europa in über 50 Länder weltweit, nach eigenen Angaben größter Transporteur von Windenergieanlagen weltweit[12]
- Heavy Industry – Transport von Kränen, Baggern etc. in der weltweiten Fahrt
- Mining Industry – Transport von LKW, Baggern etc. in der weltweiten Fahrt
- Vehicles and Yachts – Transport von Fahrzeugen und Yachten aller Art
- Bulk Cargo – Transport von Schüttgut mit Bulkern und Mehrzweckfrachtern

## Flotte

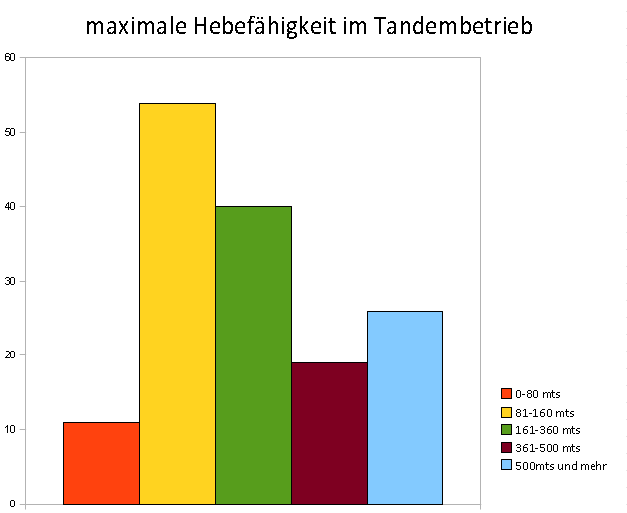
Maximale kombinierte Hebefähigkeit der Flotte (Dezember 2012) in absoluten Zahlen

Die Flotte von BBC Chartering besteht zurzeit (2017) aus über etwa 170 Mehrzweckschiffen, Schwergutschiffen, Containerschiffen und Bulkern zwischen 3.500 und 37.000 dwt. Die Krankapazität reicht momentan bis 800 t, im Fall der Palabora bis 900 t. BBC Chartering ist nicht Reeder eigener Schiffe, sie chartern die Schiffe. Management, Bemannung, die technische und nautische Inspektion sowie andere Aspekte werden von anderen Unternehmen übernommen. BBC ist als Charterer für das kommerzielle Management der Schiffe zuständig – ihre Aufgabe ist es, die richtige Ladung zu den richtigen Konditionen für das richtige Schiff zu finden.
Die Flotte besteht zum Großteil aus Schiffen des Mutterkonzerns Briese Schiffahrt, es werden aber auch einige Schiffe von anderen Unternehmen, wie z. B. der Reederei W. Bockstiegel gechartert.
Die gecharterte Flotte hat ein Durchschnittsalter von 8,5 Jahren (Stand 2017). Mehr als 100 Schiffe wurden in den 2000er Jahren gebaut, davon 60 in den Jahren 2007–2009. Weitere 70 Schiffe wurden in den 2010er Jahren gebaut, davon 66 in den Jahren 2010–2012. Die Flotte zeichnet sie sich vor allem durch ihre hohe Flexibilität aus: Die meisten Schiffe sind mit Kranen ausgestattet und sind somit nicht von entsprechender Suprastruktur abhängig. Darüber hinaus sind viele der Schiffe mit hohen Eisklassen klassifiziert und somit in der Lage, auch im Winter Gewässer zu befahren, bei denen es zu Eisbildung kommt wie z. B. die Ostsee.
Seit 2010 werden aus der BBC-Everest-Klasse mehrere Mehrzweckschwergutfrachter langfristig gechartet (Krane mit 700 t Hebekapazität), zum anderen aus der BBC-Amber-Klasse neue Schwergutfrachter (Krane mit 800 t Hebekapazität).

### Schiffsklassen und Schiffe (Auswahl)
Quelle:
| Name                  | Schiffstyp                       | Baujahr   | Tragfähigkeit | Länge    | Breite  | Tiefgang | Flagge                                        | Anzahl     | Krankapazität                     |
| --------------------- | -------------------------------- | --------- | ------------- | -------- | ------- | -------- | --------------------------------------------- | ---------- | --------------------------------- |
| BBC-Amber-Klasse      | Schwergutfrachter                | 2011–2013 | 14.360 dwt    | 153,44 m | 23,20 m | 9,10 m   | Antigua & Barbuda                             | 14 Schiffe | 2 × 400 t + 1 × 80 t              |
| BBC-Neptune-Klasse    | Bulker                           | 2010–2010 | 37.300 dwt    | 189,99 m | 28,50 m | 10,40 m  | Liberia                                       | 2 Schiffe  | 4 × 30 t                          |
| BBC-Leer-Klasse       | Mehrzweckschiff                  | 1998–2000 | 20.000 dwt    | 153,22 m | 23,60 m | 9,73 m   | Liberia                                       | 4 Schiffe  | 2 × 60 t                          |
| Norderoog-Klasse      | Containerschiff                  | 2004–2008 | 16.921 dwt    | 161,35 m | 25,00 m | 9,90 m   | Antigua & Barbuda, Gibraltar                  | 6 Schiffe  | 2 × 45 t                          |
| BBC-Everest-Klasse    | Schwergutfrachter                | 2011–2012 | 9.300 dwt     | 125,79 m | 22,00 m | 7,60 m   | Deutschland, Antigua & Barbuda                | 9 Schiffe  | 2 × 350 t                         |
| BBC-Ems-Klasse        | Mehrzweck-Schwergutfrachter      | 2006–2012 | 17.500 dwt    | 143,14 m | 22,80 m | 9,70 m   | Deutschland, Antigua & Barbuda                | 15 Schiffe | 3 × 80 t / 2 × 250 t + 1 × 80 t   |
| BBC-Bergen-Klasse     | Mehrzweckschiff                  | 2011–2012 | 8.000 dwt     | 128,45 m | 16,50 m | 7,00 m   | Antigua & Barbuda                             | 8 Schiffe  | 2 × 80 t                          |
| BBC-Europe-Klasse     | Mehrzweck-Schwergutfrachter      | 2003–2009 | 7.700 dwt     | 119,80 m | 20,20 m | 7,60 m   | Antigua & Barbuda, Deutschland, USA           | 9 Schiffe  | 2 × 250 t                         |
| BBC-Campana-Klasse    | Mehrzweck-Schwergutfrachter      | 2004–2011 | 12.780 dwt    | 138,50 m | 21,00 m | 8,00 m   | Gibraltar, Antigua & Barbuda, Zypern, Liberia | 31 Schiffe | 2 × 120 t / 2 × 150 t / 2 × 180 t |
| BBC-Winter-Klasse     | Mehrzweck-Schwergutfrachter      | 2011–2012 | 19.800 dwt    | 166,25 m | 22,90 m | 9,80 m   | Liberia                                       | 2 Schiffe  | 2 × 400 t + 1 × 120 t             |
| BBC-Rhine-Klasse      | Mehrzweckschiff                  | 2008      | 17.300 dwt    | 142,81 m | 21,50 m | 9,69 m   | Liberia                                       | 2 Schiffe  | 3 × 60 t                          |
| HR-Recognition-Klasse | Mehrzweck-Schwergutfrachter      | 2005      | 10.500 dwt    | 134,65 m | 21,50 m | 7,95 m   | Liberia                                       | 2 Schiffe  | 2 × 250 t                         |
| BBC-England-Klasse    | Mehrzweckschiff                  | 2003–2004 | 10.250 dwt    | 136,74 m | 28,25 m | 7,33 m   | Antigua & Barbuda                             | 3 Schiffe  | 2 × 80 t                          |
| BBC-Kimberly-Klasse   | Mehrzweck-Schwergutfrachter      | 2009      | 10.000 dwt    | 139,00 m | 20,00 m | 7,70 m   | Antigua & Barbuda                             | 2 Schiffe  | 2 × 250 t                         |
| BBC-K-Klasse          | Mehrzweck-RoRo-Schwergutfrachter | 1998–2000 | 7.200 dwt     | 126,51 m | 20,30 m | 6,65 m   | Liberia                                       | 4 Schiffe  | 2 × 100 t / 2 × 150 t             |
| BBC-Atlantic-Klasse   | Mehrzweckschiff                  | 2005–2011 | 6.150 dwt     | 115,50 m | 16,50 m | 5,70 m   | Antigua & Barbuda, Gibraltar                  | 11 Schiffe | 2 × 60 t                          |

## BBC China
Im Oktober 2003, zwei Monate vor der Erklärung Libyens, auf die Herstellung von Massenvernichtungswaffen zu verzichten, fingen die USA den Frachter BBC China der BBC Chartering in Leer nach Hinweisen durch Urs Tinner ab. Das Schiff BBC China sollte Teile für den Bau von Gas-Ultrazentrifugen (GUZ) im Wert von mehr als 10 Millionen Euro an Bord gehabt haben und planmäßig Anfang Oktober 2003 in Libyen ankommen. Die Aufdeckung der geplanten Lieferung war eine Geheimdienstaktion der Briten und Amerikaner. Diese hatten Ende September 2003 erfahren, dass ein Frachter der in Leer ansässigen Reederei Teile für die GUZ in Dubai geladen und Kurs auf Libyen genommen hatte. Die Nachrichtendienste informierten die deutsche Bundesregierung und baten um Hilfe: Das Schiff solle gestoppt und nach Italien umgeleitet werden. Die Bundesregierung nahm mit dem Schiffseigner Kontakt auf, der sich Regierungsstellen zufolge sehr kooperationsbereit gezeigt hatte. Nach dem Passieren des Suezkanals nahm das Schiff gleich Kurs auf den italienischen Hafen in Tarent, damit die Ladung inspiziert werden konnte. Ein US-amerikanisches Kriegsschiff folgte dem Frachter. Weder der Besatzung noch der Reederei soll bekannt gewesen sein, dass Teile für eine GUZ in Dubai an Bord gekommen waren. In den Frachtpapieren war die Ladung von dem Auftraggeber, bei dem es sich nach Informationen der Süddeutschen Zeitung um eine Firma aus Asien handelte, anders deklariert worden. Atomspezialisten der britischen und US-amerikanischen Behörden sichteten die Ladung und ließen sie beschlagnahmen. Nach Recherchen des Journalisten Rainer Kahrs gehörte das Schiff der Reederei Beluga Shipping und war an BBC Chartering verchartert. Kurz vor der Fahrt war es von Beluga Superstition in BBC China umbenannt worden. Kurze Zeit nach der Geheimdienst-Aktion lief das Schiff vor Südafrika auf einen Felsen und wurde dort versenkt.

## Beschäftigte
Bei BBC Chartering GmbH sind 2015 circa 400 Personen an Land beschäftigt. Auf See sind, da die Reederei keine Schiffe selber besitzt, keine Personen beschäftigt.